# Sport (Genre)
Sport ist ein bedeutendes Genre von japanischen Comics und Animationsfilmen, Manga und Anime, die sich der Darstellung von Sportarten widmen. Serien des Genres erscheinen in den meisten Manga-Magazinen und erfolgreiche Mangas werden oft als Anime-Film oder -Fernsehserie adaptiert. Es bestehen auch einige Magazine, die sich ausschließlich Sport-Mangas widmen, insbesondere zu Golf – so das Golf Comic und Golf Comic Athlete. Sowohl in diesen als auch in allgemeinen Magazinen erscheinen im Umfeld der Geschichten auch Interviews und redaktionelle Beiträge zu Sport-Themen. Im meistverkauften Magazin Japans, dem Shōnen Jump, lassen sich etwa 10 % der Serien dem Sport-Genre zuordnen. Im zweitmeistverkauften Shōnen Magazine ist es sogar jede dritte Serie. Viele der Werke führten in Japan zu einem steigenden Interesse und Beteiligung an der jeweiligen Sportart und andersherum waren einige der Künstler vorher auch im Sport aktiv. Besonders groß war die Auswirkung von Captain Tsubasa auf die Popularität des in Japan zuvor unbedeutenden Fußballs.
Manche Autoren sehen enge Verbindungen des Sport-Genres zu anderen Werken, die sich Spielen oder Berufen widmen. Diese sind – wie auch Sport – in der an Jungen gerichteten Gattung Shōnen häufig vertreten. In diesen steht ähnlich wie beim Sport der Wettkampf und die Weiterentwicklung der Fähigkeiten des Protagonisten im Vordergrund.

## Inhalte

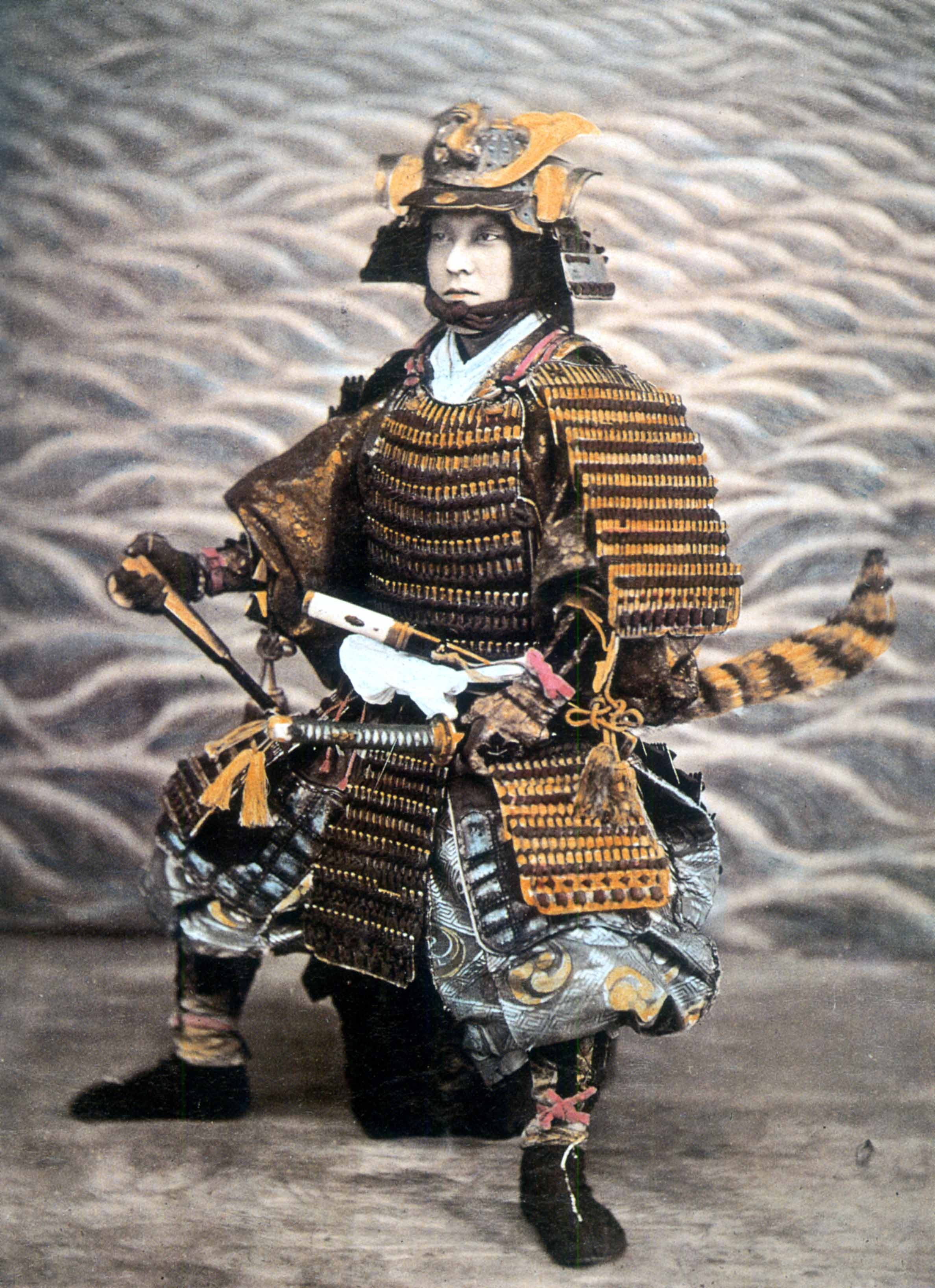
Die Werte der Samurai hatten großen Einfluss auf die Inhalte des Genres

Kernelement der Werke ist, dem Namen des Genres entsprechend, die Darstellung einer bestimmten Sportart. Dabei wird üblicherweise die Entwicklung eines Sportlers von den Anfängen bis zur professionellen Karriere verfolgt. Das klassische Muster, genannt spo-kon (zusammengesetzt aus „sports“ und „konjō“, d. h. „Entschlossenheit, Willensstärke, Hartnäckigkeit“), ist der junge Held aus einer armen Familie, der gegen zahlreiche Widerstände – sozial wie sportlich – und durch hartes Training schließlich zum Erfolg findet. Der Trainer oder Vater, teils auch in derselben Person, ist gegenüber dem Helden hart und unerbittlich, hat aber letztlich sein Bestes im Sinn. Der Trainer nimmt dabei eine zentrale Rolle ein. In der Beziehung von Sportler zu Trainer kommt es auch zu Auseinandersetzungen. Nach Miriam Brunner sind die Konflikte ähnlich dem Adoleszenz-Konflikt angelegt. Schließlich enden sie in einer Emanzipation des Sportlers von seinem Trainer. Motivation des Helden kann ein Kindheitstraum, der Wunsch des Vaters oder dessen unerfüllter Traum sein, den der Sohn erfüllen will. Beim Erreichen seiner Ziele entwickelt der Protagonist oft eigene, ungewöhnliche Techniken oder Trainingsmethoden, die ihm schließlich beim Erreichen seines Ziels helfen. Am Ende der Geschichte oder eines Abschnitts steht üblicherweise ein Sieg, oder eine Niederlage mit Anstand für den Helden. Die Spannung wird daher nicht durch den unerwarteten Ausgang, sondern die Darstellung des Weges und der Überwindung der Herausforderungen erzeugt. Auch die Interaktion der sich entwickelnden Charaktere trägt zum Reiz der Geschichten und dem Interesse der Leser bei.
Das spo-kon-Schema nutzt die jeweilige Sportart als Metapher für menschliche Bestrebungen und Bewährung gegenüber den Herausforderungen des Lebens. Das Handlungsschema kann auch als Selbstsicht Japans gedeutet werden als eines Landes, das sich trotz weniger Ressourcen durch Einfallsreichtum und Beharrlichkeit gegen seine Nachbarn behauptet. Dies wird insbesondere für die Nachkriegszeit, die vom Wiederaufbau geprägt war, als Grund für die Beliebtheit des Genres angeführt. Darüber hinaus greift das spo-kon-Schema die Tradition des Bushidō auf, des Kodex der Samurai. Dieser wurde in der Kriegszeit für Propagandazwecke wiederbelebt und nach dem Krieg in Form der Sportgeschichten, in denen der sportliche Wettkampf den militärischen ablöste, dem neuen pazifistischen Staat angepasst. Die vom Bushidō geprägten Tugenden wie Hartnäckigkeit, Männlichkeit, Durchhaltevermögen und Mut blieben bestehen. Daneben sind in den Serien aber auch Freundschaft und Teamwork wichtige Themen, die nicht den Werten der Samurai entstammen.
Darüber hinaus gibt es auch Werke, die vom spo-kon-Schema deutlich abweichen bis hin zu Serien, in denen der Sport mehr Bühne für romantische, komische oder dramatische Geschichten um soziale Beziehungen ist denn das tatsächliche Thema. Die im Genre am stärksten vertretenen Sportarten sind Baseball, Golf, Basketball und seit den 1980er Jahren auch Fußball. Die Vielfalt der thematisierten Sportarten ist jedoch deutlich größer, reicht vom Breitensport über Angelsport, traditionelle japanische Sportarten wie Kendō, Karate und Kyūdō bis zu Serien, die sich fiktiven Spielen und Sportarten, insbesondere in einem Science-Fiction-Szenario, widmen.

## Stilmittel
Im Genre werden häufig Stilmittel verwendet, die sich besonders zur Darstellung von Action und zum Aufbau von Spannung eignen. Dramatische Szenen oder schnelle Bewegungen werden im Manga durch enge Bildfolgen verdeutlicht, das heißt eine Abfolge von Bildern mit nur geringem Unterschied, die jedes Detail einer Bewegung zeigen und die Erzählzeit strecken. Weitere verwendete Stilmittel sind Speedlines, Onomatopoesie, starke perspektivische Verkürzung und abwechslungsreiche Seitenlayouts. Die Bildfolgen sind für den Erzählfluss von Story-Mangas typisch filmisch inszeniert und verwenden wechselnde Perspektiven, wechselnde Abstände zum Geschehen und Montagen zugleich stattfindender Ereignisse.
Ein Mittel zur Darstellung von Dynamik im Manga wie im Anime ist die verzerrte, gequetschte Darstellung von Bällen in Ballsportarten während deren Fluges, nach einem Wurf oder Tritt. Dies soll Geschwindigkeit und Kraft des Fluges vermitteln. Auch andere Objekte der sportlichen Betätigung oder die Figuren selbst sind Gegenstand solcher übertriebenen Darstellung. Insbesondere wenn ein Werk dem klassischen spo-kon-Schema folgt, dauern einzelne Spiele oder Kämpfe der Protagonisten oft viele Kapitel bzw. mehrere Folgen. Dabei werden viele Details gezeigt, jedoch oft trotz der Ausführlichkeit der Darstellung nur Höhepunkte des Geschehens und nicht das Spiel in Gänze.
Die verwendeten Stilmittel der Übertreibung rühren nicht nur vom beim Thema Sport besonders erwünschten Spannungsaufbau, sondern auch aus dem traditionellen japanischen Kabuki-Theater. Dieses bedient sich ebenso übertriebenen, stilisierten Posen. Darüber hinaus ist Übertreibung auch ein klassisches Mittel der Erzählung im visuellen Medium Comic.

## Geschichte
Sport war bereits früh Thema im japanischen Animationsfilm. Als in den 1920er Jahren die Zahl der produzierten Kurzfilme zunahm, entstand 1928 mit Dōbutsu Olympic Taikai der erste sportbezogene Trickfilm. Die Anime Encyclopedia nennt ihn den ersten Sport-Anime. Sport, besonders internationale Wettkämpfe waren ein als modern geltendes Thema, das zugleich traditionelle Werte vermittelte. Es stand auch für Japans Anspruch zu Beginn des 20. Jahrhunderts, Präsenz auf der internationalen Bühne zu zeigen. Im Laufe des Krieges traten an die Stelle des Sports militärische Themen, die der Kriegspropaganda dienten.
Nach dem Zweiten Weltkrieg wurden unter der amerikanischen Besatzung zunächst alle japanischen Sportarten und deren Thematisierung verboten. Diese, zumeist Kampfsport und verwandte Sportarten, standen im Verdacht, zum Militarismus beigetragen zu haben. Stattdessen wurden amerikanische Sportarten gefördert, was großen Erfolg hatte. Der erste Nachkriegsanime zu Sport, Dōbutsu Daiyakyūsen von 1949, widmete sich dann auch dem Baseball. Im Zuge dieser Popularität erschienen in den an junges, männliches Publikum gerichteten Shōnen-Magazinen die ersten Sport-Serien. Diese folgten dem spo-kon-Schema. In der entbehrungsreichen Nachkriegszeit gab es eine starke Identifikation mit den Helden dieser Geschichten. Die erste Sport-Manga-Serie überhaupt war ab 1952 Igaguri-kun von Eiichi Fukui. Die Handlung dreht sich um einen Judoka, was erst durch die kurz zuvor aufgehobene Zensur möglich war. Auf die Aufhebung des Verbots folgte ein großes Interesse an den Sportarten und damit verbundenen Medien. Auch einige Samurai-Serien, die seit dem Krieg nicht mehr militaristisch waren, sondern sich auf den Schwertkampf als Kunst und Sport konzentrierten, können als Sport-Manga betrachtet werden. Im Anime der Nachkriegszeit war Sport nur wenig vertreten, die Animatoren widmeten sich vor allem Genres wie Fantasy und Science-Fiction, die vom Realfilm nicht in gleicher Weise abgedeckt werden konnten.

Die Olympischen Spiele von 1964 brachten dem Sport-Genre einen Popularitätsschub.

In den 1960er Jahren wurde das Genre erfolgreicher, auch wegen der allgemeinen Sportbegeisterung zu den Olympischen Spielen in Tokio 1964. Beeinflusst durch die an erwachsenere Leser gerichtete Gekiga-Bewegung wurden die Geschichten ernster. Der Fokus verschob sich noch mehr auf den Kampf um Erfolg, teils auch mit einem sozialkritischen Blick auf die Unterschicht. Der bedeutendste Vertreter des Genres dieser Zeit ist Ashita no Joe von Ikki Kajiwara. Die Geschichte über einen Boxer erschien von 1967 bis 1973 und erlangte vorher ungekannte Popularität. Nachdem 1970 der Gegenspieler des Protagonisten nach einem Boxkampf gestorben war, versammelten sich in den Räumen des Verlags Kōdansha Hunderte zu einer anberaumten Trauerzeremonie. Ashita no Joe brachte eine Welle neuer Sportmanga mit sich. Das sportliche Kräftemessen in den Serien war auch sinnbildlich für das wirtschaftliche Wiedererstarken Japans zu verstehen. Zugleich waren Geschichten wie die von Joe als Symbol proletarischen Widerstands in den studentischen Protestbewegungen ihrer Zeit beliebt. In Folge der Sportbegeisterung wurde das Thema auch für Anime-Produktionen wieder interessanter und erste Verfilmungen für das Fernsehen entstanden. Die Umsetzung von Kyojin no Hoshi von Ikki Kajiwara und Noboru Kawasaki, eine Serie zu Baseball, gilt als erster Sportanime im Fernsehen. Schon in Harris no Kaze, einem Schuldrama von 1966, spielte Sport eine wichtige Rolle, war jedoch noch nicht bestimmend, sodass die Produktion von vielen Autoren nicht dem Sportgenre zugeordnet wird. Der Manga Kyojin no Hoshi erprobte erstmals eine besondere Dramatisierung der Actionszenen durch Detaildarstellungen und enge Bildfolgen und war der beliebteste seiner Zeit. Im Werk wurde außerdem die konfliktvolle Beziehung von Vater, der auch als Trainer agiert, und Sohn auf die Spitze getrieben. Der Vater wird schließlich Trainer einer gegnerischen Mannschaft, um seinen Sohn so neue Herausforderungen zu geben und zu neuen Leistungen anzuspornen.
Ab den 1960er Jahren erschienen auch erste Sport-Geschichten in den an Mädchen gerichteten Shōjo-Magazinen, die meist heiterer und humorvoller waren. Eine der ersten Sportserien, die Volleyball-Geschichte Attack No. 1 von Chikako Urano, erschien von 1968 bis 1972. Die Geschichte, die als Animeserie Mila Superstar international bekannt wurde, war noch düsterer und stärker vom spo-kon-Schema bestimmt als andere für die Zielgruppe bestimmte Werke. Sie prägte die Shōjo-Sportserien des nächsten Jahrzehnts. Eine der erfolgreichsten nachfolgenden Serien war der Tennismanga Ace o Nerae! von Sumika Yamamoto, der ab 1972 erschien. Auch Yonkoma-Manga, vierteilige Comicstrips, zu Sportthemen waren häufiger vertreten als in den Jahrzehnten zuvor. Ab 1977 kamen im Sport-Genre romantische Geschichten auf, eine Entwicklung aus dem Shōjo-Manga. Insbesondere in diesen wurde vom spo-kon-Schema abgerückt und es zunehmend demontiert. In der Serie Touch von 1981 muss der Held sich nicht viel um seinen sportlichen Erfolg mühen; er kümmert sich um seine Liebesbeziehungen nicht weniger als um sein Baseballtraining. So wurde der sportliche Wettkampf zum Hintergrundszenario für eine romantische Komödie. Seit den 1990er Jahren gibt in den Shōnen-Magazinen eine Zahl von Sport-Serien, die das klassische Schema zwar nicht verwerfen, die aber auch Liebesgeschichten enthalten und deren Protagonisten als Bishōnen, attraktive Jungen und junge Männer, auch eine große Zahl weiblicher Leser finden. Ein erfolgreiches Beispiel dieser Entwicklung ist die ab 1999 erschienene Serie The Prince of Tennis von Takeshi Konomi.
Der im Anime seit den 1960er Jahren bestehende Zwang, sich an kommerzieller Verwertbarkeit und Verknüpfung zu Merchandiseprodukten zu orientieren, verstärkte sich in den 1980er Jahren. Die Produktion von Sport-Animes ging in Folge zurück und beschränkte sich auf leicht vermarktbare Titel wie der Fußballserie Die tollen Fußballstars (Captain Tsubasa), der ein großes internationales Publikum sicher war. Zugleich erschienen Animes für weniger große Zielgruppen, auch zu Sportthemen, auf dem entstehenden Videomarkt. Dazu kamen Produktionen über Sport-Maskottchen wie Eagle Sam 1983. Ab den 1990er Jahren wuchs die Bedeutung des Genres im Anime wieder. Zu den klassischen Sport-Serien kamen die aus Fantasy und Science Fiction heraus entstandenen Serien über fiktive Sportarten, die in diesem Medium zeitweise beliebter wurden als solche zu realen Sportarten. Der Übergang zu Geschichten über Spiele und besonders Videospiele wurde dabei fließend. Ebenso in den 1990er Jahren erschien mit dem Basketball-Manga Slam Dunk eine Serie, die neue visuelle und erzählerische Techniken entwickelte, den Erzählfluss auf die action- und spannungsreichen Momente der Spiele konzentrierte aber zugleich die Darstellung eines Spiels streckt. Darüber hinaus machte die Serie Basketball in Japan beliebt und weitere Geschichten über diese Sportart folgten.
Der Erfolg von Manga und Anime außerhalb Japans führte ab 2000 international zu vielen Nachahmungen japanischer Erzähl- und Zeichenstile. So wurde auch das Thema Sport, zuvor im Comic außerhalb Japans wenig bedeutend, zum Gegenstand von Geschichten. Beispielsweise entstand 2006 der OEL Manga Boys of Summer von Chuck Austen und Hiroki Otsuka. In der deutschen Szene ist die Fußball-Serie Gothic Sports von Anike Hage die erfolgreichste Publikation.

## Ausgewählte Werke

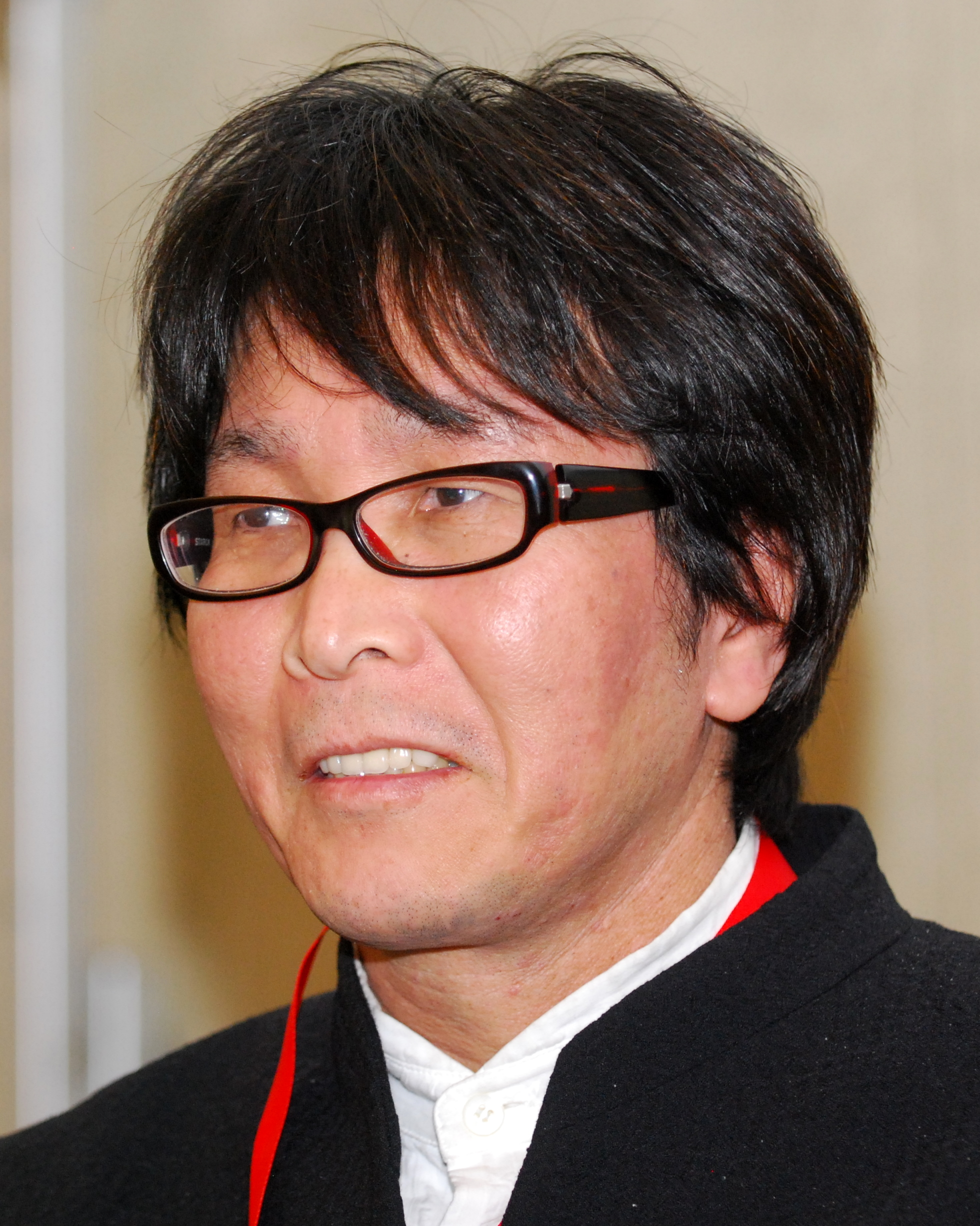
Yōichi Takahashi schuf mit Captain Tsubasa einen international erfolgreichen und in Japan einflussreichen Fußball-Manga

Im Folgenden werden Werke des Genres gelistet, die international erfolgreich waren oder wegen ihrer besonderen Bedeutung in der Fachliteratur rezipiert wurden.
| Titel                                   | Autor(en)                        | Jahr(e)   | Sportart            |
| --------------------------------------- | -------------------------------- | --------- | ------------------- |
| Abu-san                                 | Shinji Mizushima                 | 1973–2014 | Baseball            |
| Ace o Nerae!                            | Sumika Yamamoto                  | 1972–1980 | Tennis              |
| Air Gear                                | Oh! Great                        | 2002–2012 | Air-Treck (fiktiv)  |
| Akakichi no Eleven                      | Ikki Kajiwara, Mitsuyoshi Sonoda | 1970–1971 | Fußball             |
| Apollo no Uta                           | Osamu Tezuka                     | 1970      | Laufsport           |
| Ashita no Joe                           | Tetsuya Chiba, Ikki Kajiwara     | 1968–1973 | Boxen               |
| Astro Kyūdan                            | Shirō Tōzaki                     | 1972      | Baseball            |
| Attack No. 1                            | Chikako Urano                    | 1969–1971 | Volleyball          |
| Beniiro Hero                            | Mitsuba Takanashi                | 2003      | Volleyball          |
| Buttobi Itto                            | Motoki Monma                     | 1999      | Fußball             |
| Buzzer Beater                           | Takehiko Inoue                   | 1997      | Basketball          |
| Captain Tsubasa                         | Yōichi Takahashi                 | 1981–1988 | Fußball             |
| Dash Kappei                             | Nobiru Kuroda                    | 1979      | Basketball          |
| Dear Boys                               | Hiroki Yagami                    | 1989      | Basketball          |
| Dōbutsu Daiyakyūsen                     |                                  | 1949      | Baseball            |
| Dōbutsu Olympic Taikai                  |                                  | 1928      |                     |
| Dokaben                                 | Shinji Mizushima                 | 1972–1981 | Baseball            |
| Eyeshield 21                            | Riichiro Inagaki, Yūsuke Murata  | 2002–2009 | American Football   |
| Football Taka                           | Noboru Kawasaki                  | 1978–1979 | American Football   |
| Grappler Baki                           | Keisuke Itagaki                  | 1991–1999 | Kampfsport          |
| H2                                      | Mitsuru Adachi                   | 1992      | Baseball            |
| Haikyu!!                                | Haruichi Furudate                | 2012–     | Volleyball          |
| Haisha                                  | Yukito Kishiro                   | 1995–1996 | Motorball (fiktiv)  |
| Hana-Kimi                               | Hisaya Nakajō                    | 1996–2004 | Hochsprung          |
| Harlem Beat                             | Yuriko Nishiyama                 | 1994–2000 | Basketball          |
| Igaguri-kun                             | Eiichi Fukui                     | 1952      | Judo                |
| I’ll                                    | Hiroyuki Asada                   | 1995–2004 | Basketball          |
| Initial D                               | Shūichi Shigeno                  | 1995–2003 | Automobilsport      |
| Kickers                                 | Nagai Noriaki                    | 1985–1989 | Fußball             |
| Kimi Shiruya                            | Satoru Ishihara                  | 2003      | Kendō               |
| Kizuna                                  | Kazuma Kodaka                    | 1992–2008 | Kendō               |
| Kuroko no Basuke                        | Tadatoshi Fujimaki               | 2008–2014 | Basketball          |
| Kyojin no Hoshi                         | Ikki Kajiwara                    | 1966–1971 | Baseball            |
| Mabō no Daikyōsō                        |                                  | 1936      | Laufsport           |
| Marmalade Boy                           | Wataru Yoshizumi                 | 1992–1995 | Tennis              |
| Mars                                    | Fuyumi Sōryō                     | 1996–2000 | Automobilsport      |
| Monkey Turn                             | Katsutoshi Kawai                 | 1996–2004 | Motorbootsport      |
| Mori no Yakyū-dan                       |                                  | 1934      | Baseball            |
| Notari Matsutarō                        | Tetsuya Chiba                    | 1973      | Sumō                |
| Gokuraku Seishun Hockey-bu              | Ai Morinaga                      | 2002–2005 | Hockey              |
| One Pound Gospel                        | Rumiko Takahashi                 | 1987–2007 | Boxen               |
| Ore wa Teppei                           | Tetsuya Chiba                    | 1973–1980 | Kendō               |
| Our Baseball                            |                                  | 1930      | Baseball            |
| Overdrive                               | Tsuyoshi Yasuda                  | 2005–2008 | Radsport            |
| Power!!                                 | Shizuru Seino                    | 1999–2002 | Basketball          |
| The Prince of Tennis                    | Takeshi Konomi                   | 1999–2008 | Tennis              |
| Princess Nine Kisaragi Joshikō Yakyū-bu |                                  | 1999      | Baseball            |
| Real                                    | Takehiko Inoue                   | 1999      | Rollstuhlbasketball |
| Slam Dunk                               | Takehiko Inoue                   | 1990–1996 | Basketball          |
| Shoot!                                  | Tsukasa Ōshima                   | 1987–2003 | Fußball             |
| Speed Racer                             | Tatsuo Yoshida                   | 1966–1968 | Automobilsport      |
| Suzuka                                  | Kōji Seo                         | 2004–2007 | Hochsprung          |
| Tiger Mask                              | Ikki Kajiwara                    | 1968      | Wrestling           |
| Touch                                   | Mitsuru Adachi                   | 1981      | Baseball            |
| Tsurikichi Sampei                       | Takao Yaguchi                    | 1973–1983 | Angelsport          |
| Tuxedo Gin                              | Tokihiko Matsuura                | 1997–2000 | Boxen               |
| Venus Senki                             | Yoshikazu Yasuhiko               | 1987–1990 | Rollerball (fiktiv) |
| Whistle!                                | Daisuke Higuchi                  | 1998–2002 | Fußball             |
| Yawara!                                 | Naoki Urasawa                    | 1986–1993 | Judo                |
| Yowamushi Pedal                         | Wataru Watanabe                  | 2008–     | Radsport            |
| Yūri!!! On Ice                          |                                  | 2016      | Eiskunstlauf        |